# Shizoku
La shizoku (士族, lit. « familles guerrières ») était une classe sociale formée des anciens samouraïs, créée le 25 juillet 1869 dans le sillage de la restauration de Meiji. C'était une classe différente de la kazoku (formée par les anciens nobles, les kuge et des daimyos) et des heimin (roturiers). Un membre de la shizoku conservait certaines de ses anciennes rentes, mais le droit de porter un katana en public était définitivement interdit, tout comme le droit d'exécuter des roturiers pour manque de respect. Après 1945, le terme shizoku disparut avec l'entrée en vigueur de la constitution du Japon le 1er janvier 1947.

## Source de la traduction
- (en) Cet article est partiellement ou en totalité issu de l’article de Wikipédia en anglais intitulé « Shizoku » (voir la liste des auteurs).